# Кичи-Арал
Кичи-Арал (кирг. Кичи-Арал) — село в Жумгальском районе Нарынской области Кыргызстана. Входит в состав айылного аймака Чаек.

## География
Село расположено в северо-западной части области, на правом берегу реки Джумгал, на расстоянии приблизительно 11 километров (по прямой) к юго-западу от села Чаек, административного центра района.

## История
До 2023 года село входило в состав ныне упразднённого айылного аймака Кок-Ой (Кек-Ойского айылного аймака).

## Население
Согласно оценочным данным Национального статистического комитета Кыргызской Республики, численность населения села на начало 2023 года составляла 276 человек.
| год     | 2009 | 2014 | 2015 | 2020 | 2021 | 2023 |
| ------- | ---- | ---- | ---- | ---- | ---- | ---- |
| человек | 253  | 280  | 242  | 312  | 298  | 276  |